# Marja Ruta
Marja Tuulikki Ruta, född Sormunen 24 augusti 1942 i Sordavala, är en finländsk-svensk målare, tecknare och grafiker.
Ruta, som är dotter till förste byråassistent Reino Sormunen och förste kammarskrivare Aliisa Ahteensuu, flyttade till Sverige 1945 och utbildades vid Konstfack 1961–1967 och vid Kungliga konsthögskolan i Stockholm 1969–1974. Hon har gjort flera separatutställningar i både Sverige och Finland och finns representerad på bland annat Norrköpings konstmuseum, Uppsala konstmuseum, Kalmar konstmuseum, Moderna museet i Stockholm och även på British Museum i London. Hon har också representerats vid flera grupputställningar i Sverige, Finland och USA under åren. Hon har även utfört utsmyckning till barnstuga i Eskilstuna, trärelief till Danderyds sjukhus, bilder till Mariatorgets tunnelbanestation samt böckerna Bilder med Anna Sjödahl (1975) och Bilderbok (1979).
Marja Ruta är mor till jazzsångerskan Lina Nyberg och illustratören Matilda Ruta.

### Fotnoter
1. ↑  Société des auteurs dans les arts graphiques et plastiques, Liste des auteurs au 07/01/2019, Société des auteurs dans les arts graphiques et plastiques, 2024, läs online, läst: 20 september 2020.[källa från Wikidata]
2. ↑  ”Kalmar konstmuseum”. Arkiverad från originalet den 21 mars 2018. https://web.archive.org/web/20180321130409/http://konstdatabas.designarkivet.se/index.php/Detail/Object/Show/object_id/2042. Läst 24 februari 2018.
3. ↑  Moderna museet
4. ↑  ”Collection search: You searched for Marja ruta” (på brittisk engelska). British Museum. http://www.britishmuseum.org/research/collection_online/search.aspx?searchText=Marja+ruta. Läst 20 mars 2018.
5. ↑  ”MARJA RUTA: Lexikonett amanda”. www.lexikonettamanda.se. https://www.lexikonettamanda.se/show.php?aid=22733. Läst 23 februari 2018.
6. ↑  Ruta, Marja T i Vem är hon: kvinnor i Sverige: biografisk uppslagsbok (1988)